# Prop-1-en-2-ol
El prop-1-en-2-ol (también llamado 1-propen-2-ol o sólo propen-2-ol) es un compuesto orgánico de fórmula H2C=C(OH)–CH3. Es un enol de tres carbonos. Es líquido a temperatura ambiente. Es el tautómero de la acetona. Su masa molar es de 58.0791 g/mol. Es miscible en agua y tiene una densidad de 0.824g/cm³. Tiene un punto de fusión de -129 °C y un punto de ebullición de 54.3 °C a 760 mmHg.